# 기쿠카와역
기쿠카와역(일본어: 菊川駅)은 일본 도쿄도 스미다구에 있는 철도역이다.

## 타는 곳
섬식 승강장 1면 2선의 지하역이다.
개찰구는 지하 1층, 승강장은 지하 2층에 위치한다.
| 1 | ○ 도영 지하철 신주쿠 선 | 진보초·신주쿠·사사즈카·하시모토 방면 |
| 2 | ○ 도영 지하철 신주쿠 선 | 모토야와타 방면                      |

## 이용 현황
- 2008년도의 1일 평균 승차 인원수 22, 193명.
- 2007년도의 1일 평균 승차 인원수 21, 885명.

## 역사
- 1978년 12월 21일: 영업 개시.

## 인접역
| 도쿄 도 교통국 신주쿠 선  | 도쿄 도 교통국 신주쿠 선          | 도쿄 도 교통국 신주쿠 선      |
| ------------------------- | --------------------------------- | ----------------------------- |
| S 11 모리시타 신주쿠 방면 | 신주쿠 선 통근쾌속 쾌속 각역 정차 | 스미요시 S 13 모토야와타 방면 |